# Storożowce
Storożowce (biał. Старажоўцы, Starażoucy; ros. Сторожовцы, Storożowcy) – wieś na Białorusi, w obwodzie homelskim, w rejonie żytkowickim, w sielsowiecie Ryczewo, nad Stwihą i w pobliżu Prypeckiego Parku Narodowego.

## Historia
W XII-XIII w. być może funkcjonował tu klasztor prawosławny eparchii turowsko-pińskiej. Storożowce leżały w Księstwie Turowskim, następnie w Wielkim Księstwe Litewskim, razem z którym weszły w skład Rzeczypospolitej Obojga Narodów. W jej ramach należały do województwa brzeskolitewskiego i powiatu pińskiego. Odpadły od Polski w wyniku II rozbioru.
W XIX i w początkach XX w. położone były w Rosji, w guberni mińskiej, w powiecie mozyrskim, w gminie Turów. Należały do skarbu państwa. W 1843 wzniesiono tu drewnianą cerkiew pw. Opieki Matki Bożej.
Po I wojnie światowej pod administracją polską, w Zarządzie Cywilnym Ziem Wschodnich, w okręgu brzeskim, w powiecie mozyrskim, w gminie Turów. W wyniku postanowień traktatu ryskiego znalazły się w granicach Związku Sowieckiego. Od 1991 w niepodległej Białorusi.